# Л’Эгль
Л’Эгль (фр. L'Aigle) — коммуна на северо-западе Франции, находится в регионе Нормандия, департамент Орн, округ Мортань-о-Перш. Центр одноименного кантона. Расположена в 65 км к северо-востоку от Алансона и в 80 к северо-западу от Шартра, в 18 км от автомагистрали N12. Коммуна находится в долине реки Риль, притока Сены. В центре города находится железнодорожная станция Л’Эгль линии Сен-Сир–Сюрдон.
Население (2018) — 8 019 человек. 

## История
История города начинается в начале XI столетия, когда барон Фульберт де Бейна построил здесь укреплённый замок (около 1010 года). Согласно легенде, на месте строительства было найдено орлиное гнездо, вследствие чего замок и поселение возле него получили название Aigle (в переводе с фр. — «орёл»). В 1119 году, во время войны с англичанами, город был взят и сожжён войсками французского короля Людовика VI. В 1354 году в Л’Эгле по приказу короля Наварры Карла Злого был убит коннетабль Франции Карл де ла Серда. В XVII веке старый замок был перестроен знаменитым французским архитектором Жюлем Ардуэн-Мансаром.
26 апреля 1803 года в окрестностях города Л’Эгль прошёл метеоритный дождь, заставивший учёных Французской Академии наук убедиться во внеземном происхождении метеоритов (что ранее не признавалось).
Во время Второй мировой войны, при высадке англо-американских войск в Нормандии, 7 июня 1944 года Л’Эгль был подвергнут жесточайшей бомбардировке авиацией союзников, при которой город был разрушен и погибли 150 его жителей.

## Достопримечательности
- Шато Л’Эгль XVII века, в настоящее время — здание мэрии
- Церковь Святого Мартина XI века, восстановленная после Второй мировой войны
- Церковь Святого Иоанна XV-XVI веков
- Церковь Святого Варфоломея XII века
- Музей музыкальных инструментов
- Археологическая выставка, включающая знаменитый метеорит

## Экономика
В Л’Эгле расположены несколько промышленных предприятий, в том числе компаний Bohin France, единственного производителя швейных игл во Франции, IMV Technologies, мирового лидера на рынке биотехнологий воспроизводства диких животных, Frénéhard et Michaux, производителя аксессуаров и KME Brass France SAS, лидера на французском рынке продукции из меди и медных сплавов.
Структура занятости населения:
- сельское хозяйство — 2,1 %
- промышленность — 13,8 %
- строительство — 5,5 %
- торговля, транспорт и сфера услуг — 36,6 %
- государственные и муниципальные службы — 42,0 %

Уровень безработицы (2018) — 23,2 % (Франция в целом —  13,4 %, департамент Орн — 10,4 %). 

Среднегодовой доход на 1 человека, евро (2018) — 17 720 (Франция в целом — 21 730, департамент Орн — 20 140).

## Демография
Динамика численности населения, чел.

## Гастрономия
Л’Эгль известен своей фирменной колбасой, типичным продуктом нормандской кухни. Город гордится тем, что в свое время ее попробовал президент Франции Жорж Помпиду и направил производителям свои поздравления.

## Администрация
Пост мэра Л’Эгля с 2020 года занимает член Совета департамента Орн от кантона Л’Эгль Филипп Ван-Орн (Philippe Van-Hoorne). На муниципальных выборах 2020 года возглавляемый им правый список победил во 2-м туре, получив 47,06 % голосов (из трех списков).
| Период | Период | Фамилия        | Партия                                                       | Примечания |
| ------ | ------ | -------------- | ------------------------------------------------------------ | --- |
| 1965   | 1989   | Ролан Буде     | Европейская либеральная партия                               | владелец типографии, член Генерального совета департамента, депутат Национального собрания Франции                                           |
| 1989   | 1995   | Морис Брар     | Разные правые                                                | предприниматель, член Генерального совета департамента                                                                                       |
| 1995   | 1995   | Жан Лесаж      |                                                              | |
| 1995   | 2001   | Андре Грюде    | Социалистическая партия                                      | член Генерального совета департамента |
| 2001   | 2008   | Жан-Пьер Ивон  | Объединение в поддержку Республики Союз за народное движение | член Генерального совета департамента |
| 2008   | 2014   | Тьерри Пино    | Демократическое движение Радикальная левая партия            | художник-обмерщик, директор центра водных видов спорта в Мортань-о-Перше                                                                     |
| 2014   | 2017   | Вероник Луваги | Союз за народное движение Республиканцы                      | бухгалтер-эксперт, член Генерального совета департамента, член Регионального совета Нижней Нормандии, депутат Национального собрания Франции |
| 2017   |        | Филипп Ван-Орн | Разные правые                                                | бывший генеральный директор компании Frénéhard et Michaux, член Совета департамента                                                          |

## Города-побратимы
- Эгль, Швейцария, с 1963
- Клаусталь-Целлерфельд, Германия, с 1972
- Спишска Нова Вес, Словакия, с 2000
- Нафталан, Азербайджан с 2011

## Знаменитые уроженцы
- Катель, Шарль-Симон Катель (1773-1830), композитор, теоретик музыки и педагог

## Галерея

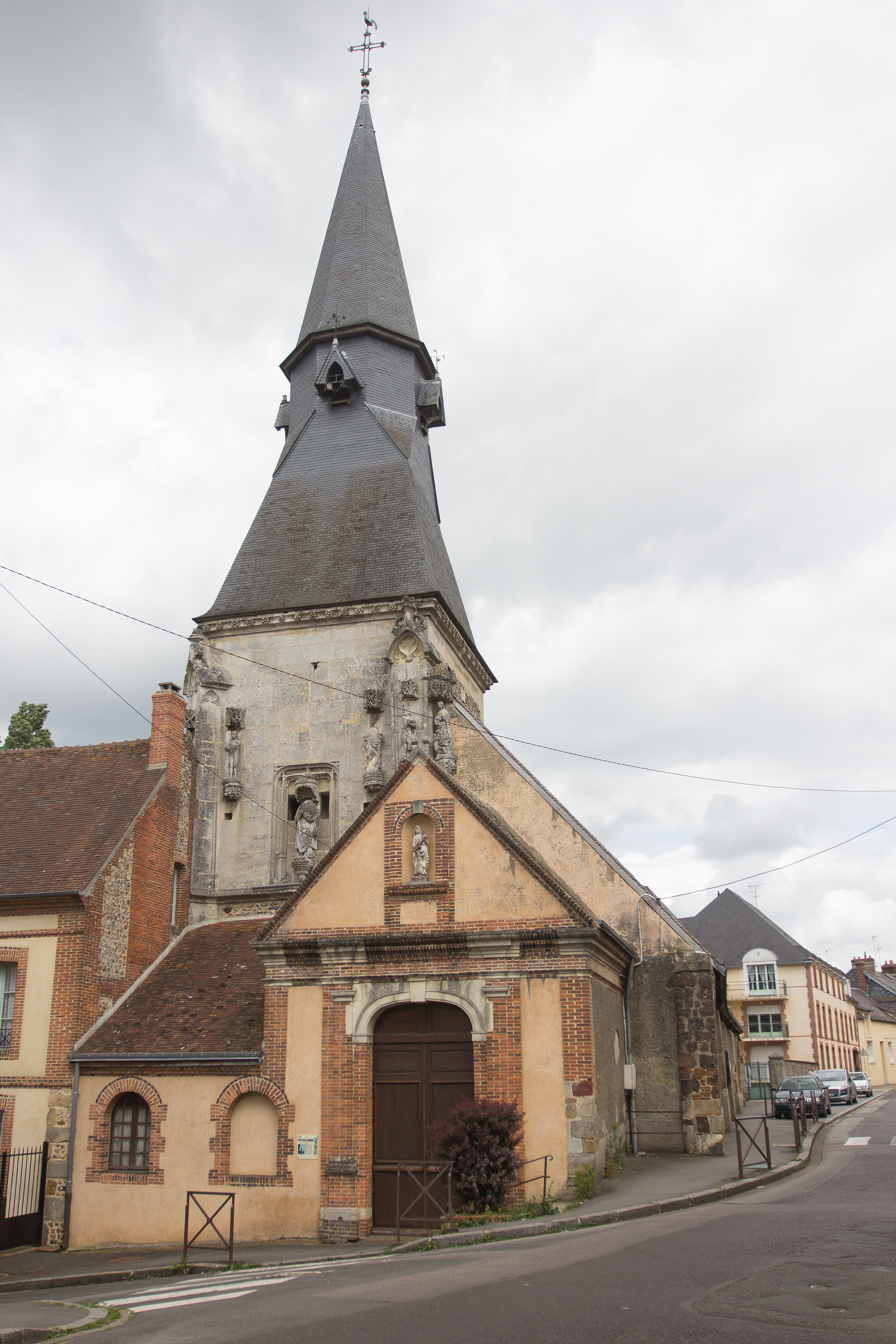
Церковь Святого Иоанна
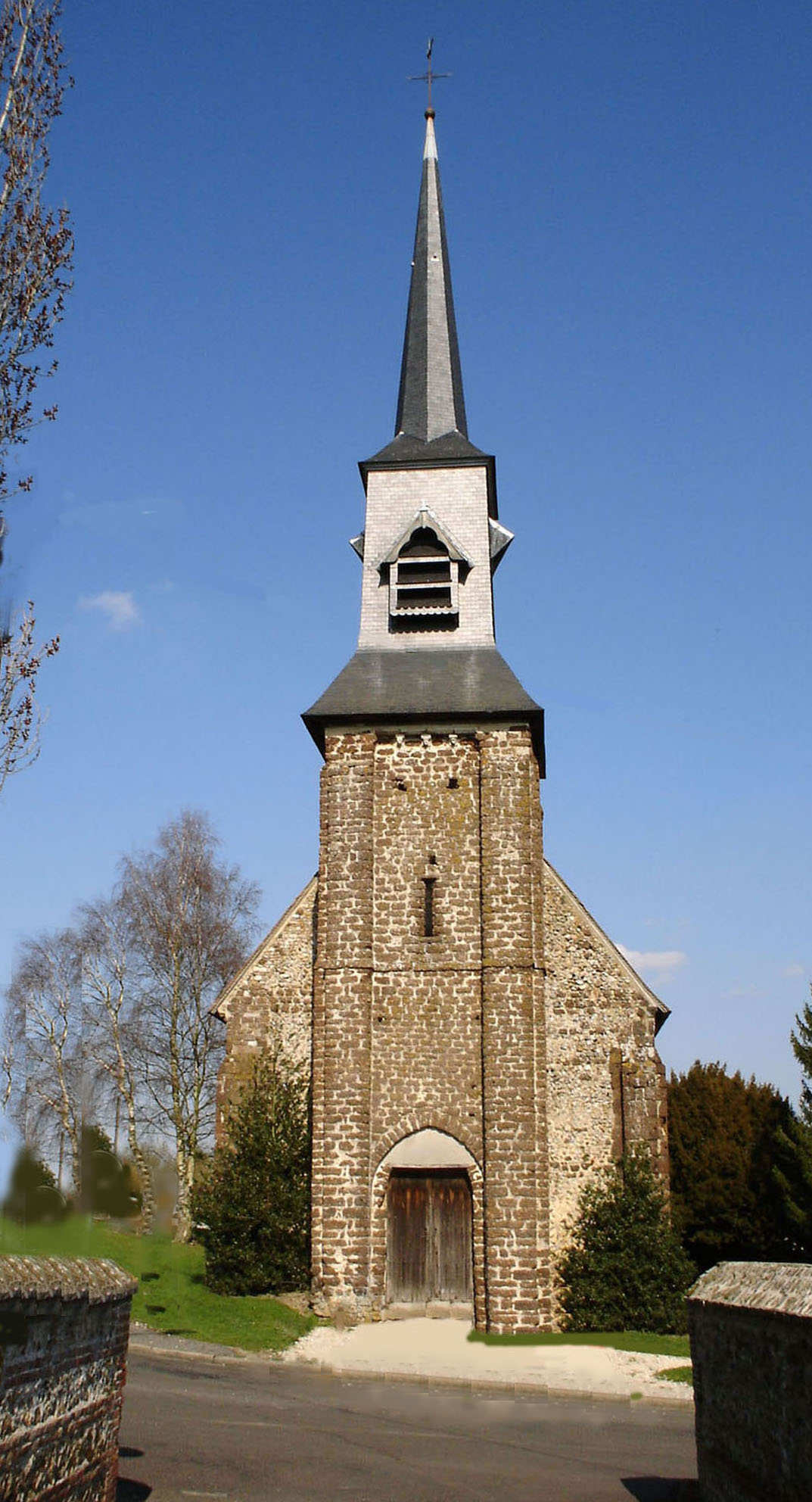
Церковь Святого Варфоломея